# ماريسول
جوزيفا فلوريس غونزاليس، والمعروفة مهنيًا بإسم ماريسول أو بيبا فلوريس (بالإسبانية: Josefa Flores González) هي مغنية وممثلة إسبانية متقاعدة، ولدت في 4 فبراير 1948 في مالقة في إسبانيا.

## روابط خارجية
- Marisol على موقع IMDb (الإنجليزية)
- Marisol على موقع روتن توميتوز (الإنجليزية)
- Marisol على موقع ميوزك برينز (الإنجليزية)
- Marisol على موقع ديسكوغز (الإنجليزية)
- Marisol على موقع قاعدة بيانات الفيلم (الإنجليزية)